# Bolji Douglas
Bolji Douglas (12 de junho de 1968) é um ex-futebolista profissional nigeriano que atuava como meia.

## Seleção
Bolji Douglas integrou a Seleção Nigeriana de Futebol na Copa Rei Fahd de 1995, na Arábia Saudita.